# Naissance en 837
Naissance
- 833
- 834
- 835
- 836
- 837
- 838
- 839
- 840
- 841

Cette page dresse une liste de personnalités nées au cours de l'année 837 :
- Ibn Duraid, poète et savant arabe.
- Ibn Khuzaymah (en), hadîth et faqîh.
- Al-Muntasir, calife abbasside.

## Crédit d'auteurs
- Cet article est partiellement ou en totalité issu de l'article intitulé « 837 » (voir la liste des auteurs).